# Daniel Bougnoux
 Daniel Bougnoux, né en 1943 à Clermont-Ferrand, est un philosophe et médiologue français.